# Luis Guajardo
Luis Francisco Guajardo Valderas (Punta Arenas, 30 luglio 1973) è un ex calciatore cileno, di ruolo Centrocampista.